# کپک (سرباز)
کپک (سرباز)، روستایی از توابع بخش سرباز شهرستان سرباز در استان سیستان و بلوچستان ایران است. این روستا با روستاهای کجدر _ کان پرکان وگوردر همجوار است.

## جمعیت
این روستا در دهستان سرباز قرار دارد و براساس سرشماری مرکز آمار ایران در سال ۱۳۸۵، جمعیت آن ۱۵۷ نفر (۲۰خانوار) بوده‌است.